# 広島青年ユニオン
広島青年ユニオン（ひろしませいねんゆにおん）は、広島地域労組連絡会（地域労組ひろしま）の青年支部である。

## 概要
広島青年ユニオンは、2004年6月6日に結成された。組合員は15名となっている（2007年7月時点）。